# Nenagh
Nenagh (irl. Aonach Urmhumhan lub An tAonach) – miasto w Irlandii, w hrabstwie Tipperary. 
Populacja miasta w roku 2011 wynosiła 8 023 mieszkańców.
Irlandzka nazwa Aonach Urmhumhan (ang. The Fair of Ormond) wskazuje na handlową historię miasta. Nazwa miasta oznacza „Targ w Ormond” (Ormond - nazwa Wschodniego Munsteru).